# Arnau de Grevalosa
Pere I de Grevalosa noble català, Senyor de Castellar, viu a Manresa, el 1283 assisteix com a representant de Manresa a les corts de Barcelona, convocades pel rei Pere el Gran. El 1297 Arnau fa donació dels seus béns al seu fill Pere. Ja gran, Arnau es casa amb Sibíl·lia de Cirera i rep una dot 150 florins d'or d'Aragó per part dels Cirera. Aquesta dot era a canvi de drets i empenyoraments que portaran conflictes armats entre els hereus dels Grevalosa i els Cirera.